# Mansionario
Il mansionario è il documento il cui scopo è quello di ufficializzare ed evidenziare in forma scritta funzioni e compiti delle persone che lavorano in un'azienda. In questo modo l'organizzazione del lavoro è resa esplicita, con ogni singolo addetto che si occupa costantemente di un ben determinato compito, quale referente di una specifica attività. E' d'uso, in anni recenti, nelle aziende più grandi che siano i responsabili delle risorse umane a redigere i mansionari dei vari ruoli lavorativi e li mantengano aggiornati, sulla base di eventuali modifiche introdotte.
I mansionari sono lo strumento sulla base del quale:
- viene impostata la selezione del personale;
- viene istruito il personale che ricopre quella mansione;
- vengono proposti percorsi di addestramento/formazione del personale;
- vengono definite/aggiornate le matrici delle competenze/polivalenze;
- viene definito il PMP individuale.

## Esempi
Ad esempio, l'Ufficio del Personale svolge la funzione di amministrare il personale e curarne i rapporti svolgendo compiti specifici quali la tenuta di documenti, dei contratti, delle presenze e delle ore lavorative, la gestione della carriera, la consegna di certificati di servizio ecc.

## Descrizione
In forma più dettagliata, il mansionario oltre che determinare il ruolo e funzioni dell'individuo, raccoglie anche i dati anagrafici e quelli inerenti alla formazione e l'intera carriera lavorativa del singolo lavoratore; è inoltre presente una sezione dedicata alla valutazione periodica.
Con il passare degli anni il concetto di "mansionario" si è evoluto e ampliato, superando il semplice riferimento ad una serie di attività ben definite, tipico del modello tayloriano, e comprendendo anche aspetti comportamentali e relazionali.
Dunque un tale documento moderno e funzionale dovrebbe indicare gli elementi da cui ogni lavoratore possa trarre non solo gli ambiti tecnico/professionali del proprio lavoro ma anche le modalità di relazione e le aspettative comportamentali legate al ruolo. 
In alcuni documenti il mansionario viene erroneamente denominato "cahier des charges", termine che ha tutt'altro significato ed equivale in italiano al capitolato d'appalto. 

## Storia
Quello della Western Railroad del 1855 può essere considerato il primo mansionario (od organigramma) della storia.